# Хамбух
Хамбух (нем. Hambuch) — община в Германии, в земле Рейнланд-Пфальц. 
Входит в состав района Кохем-Целль. Подчиняется управлению Кайзерзеш.  Население составляет 728 человек (на 31 декабря 2010 года). Занимает площадь 4,81 км².